# Nesma Airlines
Nesma Airlines — єгипетська авіакомпанія (член групи Nesma в Саудівській Аравії), яка виконує регулярні міжнародні регіональні рейси, а також регіональні рейси в межах Саудівської Аравії. 
Він працює як перевізник із повним набором послуг на міжнародних рейсах.

## Історія
Перший комерційний рейс Nesma Airlines відбувся 18 липня 2010 року з Хургади до Любляни. 
24 червня 2011 року авіакомпанія почала виконувати регулярні рейси до Саудівської Аравії в Хаїль, Табук і Ет-Таїф. 

27 жовтня 2016 року авіакомпанія запустила внутрішні рейси в межах Саудівської Аравії, виконуючи рейси з центрального хаба в регіональному аеропорту Хаїль до різних міст Саудівської Аравії, включаючи Табук і Кайсумах, використовуючи літаки ATR 72-600.

## Напрямки
Станом на липень 2022 року розклад рейсів Nesma Airlines:
Єгипет
- Каїр — міжнародний аеропорт Каїр база
- Марса-Алам — міжнародний аеропорт Марса Алам
- Шарм-ель-Шейх — міжнародний аеропорт Шарм-ель-Шейх
- Сохаг — міжнародний аеропорт Сохаг

Саудівська Аравія
- Ель-Джауф — аеропорт Ель-Джауф
- Джидда — міжнародний аеропорт Джидда
- Ель-Касим — аеропорт Ель-Касим
- Ер-Ріяд — міжнародний аеропорт Ріяд
- Табук — аеропорт Табук
- Ет-Таїф — аеропорт Таїф

## Флот

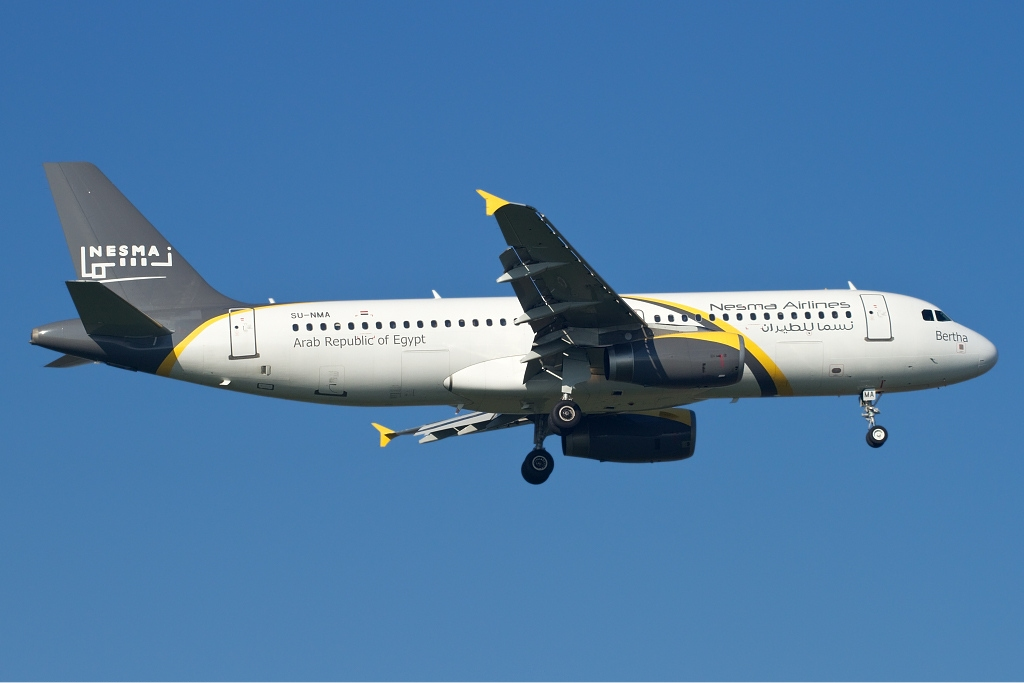
Nesma Airlines Airbus A320 Bertha

Станом на вересень 2022 року флот авіакомпанії Nesma Airlines Egypt складається з літаків: